# Wapen van Hoogeloon, Hapert en Casteren

Wapen van Hoogeloon, Hapert en Casteren (1986 - 1997)

Het wapen van Hoogeloon, Hapert en Casteren werd op 27 maart 1986 bij koninklijk besluit aan de Noord-Brabantse gemeente Hoogeloon, Hapert en Casteren toegekend. Dit was het derde wapen dat aan de gemeente werd toegekend. Hoogeloon, Hapert en Casteren bleef tot 1997 een zelfstandige gemeente. dat jaar ging de gemeente samen met de gemeente Bladel en Netersel op in de nieuwe gemeente Bladel. Het wapen van de nieuwe gemeente ontleent de kepers aan het derde wapen van Hoogeloon, Hapert en Casteren.

## Geschiedenis

Wapen van Hoogeloon, Hapert en Casteren (1819 - 1958)

Wapen van Hoogeloon, Hapert en Casteren (1958 - 1986)

Toen de burgemeester van de gemeente in 1815 een aanvraag voor een wapen van de gemeente indiende, gaf hij aan dat het wapen dat gevoerd werd een heilige toonde, maar dat men niet wist welke en men het zegel niet meer voorhanden had. Hij verzocht daarom om een nieuw wapen, met een leeuw erin. De Hoge Raad van Adel heeft een dergelijk wapen toegekend, in rijkskleuren.
In 1957 verkeerde het wapendiploma in een dusdanig slechte staat dat de gemeente Hoogeloon, Hapert en Casteren om en nieuwe tekening verzocht. Bij deze gelegenheid gaf de HRvA aan dat de gemeente recht had om een kroon op het wapen te voeren, welke de gemeente ook heeft aangevraagd. Om onduidelijke redenen is de leeuw in het nieuwe wapen voorzien van een rode tong en nagels.
Uiteindelijk wilde men in 1986 een wapen met een historische achtergrond. Deze ontbrak in het bestaande wapen, dus werd er een nieuw wapen ontworpen met elementen uit verschillende historische bronnen. Als schildhouder werd gekozen voor St. Severinus, die voorkwam op een zegel van de grondheerlijkheid van Hapert en Hoogeloon. St. Severinus is tevens kerkpatroon van Hapert. De Brabantse leeuw staat voor de Hertog van Brabant, die een grote invloed uitoefende op de ontwikkeling van de plaatsen. De kepers zijn van de abdij van Tongelre, die tussen 1186 en 1795 rechten bezat in de heerlijkheid.

## Blazoen

### Wapen van 1819
De  beschrijving van het eerste wapen dat op 28 september 1819 aan de gemeente werd toegekend, luidt:
Van lazuur beladen met een leeuw van goud.
N.B.:
- De kleuren van het wapen zijn de rijkskleuren lazuur (blauw) en goud (geel).

### Wapen van 1958
De  beschrijving van het tweede wapen dat op 4 maart 1958 aan de gemeente werd toegekend, luidt:
Van azuur beladen met een klimmende leeuw van goud, getongd en genageld van keel. Het schild gedekt met een gouden kroon van 3 bladeren en 2 paarlen.
N.B.:
- De kleuren van het wapen zijn azuur (blauw), keel (rood) en goud (geel).

### Wapen van 1986
De  beschrijving van het derde wapen dat op 27 maart 1986 aan de gemeente werd toegekend, luidt:
Gedeeld : I in sabel een leeuw van goud, getongd en genageld van keel, II in goud 3 kepers van keel. Het schild ter linkerzijde gehouden door de Heilige Severinus, aartsbisschop van Keulen, van natuurlijke kleur, gedekt met een mijter van zilver, geboord en gevoerd van goud, gekleed in een albe van zilver, een overtuniek van goud, geboord van keel, een antieke kazuivenl van keel, gevoerd van goud, een pallium van zilver, beladen met 5 breedarmige kruisjes van sabel en met franje van goud, en houdende in de linkerhand een kromstaf, eveneens van goud.
N.B.:
- De kleuren van het wapen zijn sabel (zwart), goud (geel), keel (rood) en zilver (wit).

## Verwante wapens

Het wapen van Noord-Brabant, met de Brabantse leeuw
Het wapen van Bladel, met de kepers